# Apostolos Mantzios
Apostolos Mantzios (in greco Απόστολος Μάντζιος?; Konitsa, 21 ottobre 1969) è un allenatore di calcio ed ex calciatore greco, di ruolo difensore.

## Palmarès

### Giocatore

#### Competizioni nazionali
- Coppa di Grecia: 1

Paniōnios: 1997-1998